# 索托德尔瓦尔科
索托德尔瓦尔科，是西班牙阿斯图里亚斯的一个市镇。总面积35平方公里，总人口4174人（2001年），人口密度119人/平方公里。